# Эстрела (Риу-Гранди-ду-Сул)
Эстрела (порт. Estrela) — муниципалитет в Бразилии, входит в штат Риу-Гранди-ду-Сул. Составная часть мезорегиона Восточно-центральная часть штата Риу-Гранди-ду-Сул. Входит в экономико-статистический микрорегион Лажеаду-Эстрела. Население составляет 29 564 человека на 2006 год. Занимает площадь 184,178 км². Плотность населения — 160,5 чел./км².

## История
Город основан 20 мая 1876 года.

## Статистика
- Валовой внутренний продукт на 2003 составляет 420 904 827,00 реалов (данные: Бразильский институт географии и статистики).
- Валовой внутренний продукт на душу населения на 2003 составляет 14 731,37 реалов (данные: Бразильский институт географии и статистики).
- Индекс развития человеческого потенциала на 2000 составляет 0,829 (данные: Программа развития ООН).

## География
Климат местности: субтропический.